# Mường É
Mường É là một xã thuộc huyện Thuận Châu, tỉnh Sơn La, Việt Nam.
Xã có diện tích 89.18 km², dân số năm 1999 là 6.033 người, mật độ dân số đạt 68 người/km².
Cư dân xã chủ yếu thuộc 4 dân tộc chính là Thái, Mông, Khơ Mú và Kinh, trong đó dân tộc Thái chiếm 92%.